# Campionati europei di pattinaggio di velocità 2022 - Inseguimento a squadre maschile
L'evento dell'inseguimento a squadre maschile dei Campionati europei di pattinaggio di velocità 2022 si è svolto il 7 gennaio 2022 alla Thialf di Heerenveen, nei Paesi Bassi.

## Risultati
| Pos | Pair | Corsia | Nazione                                                                 | Tempo      | Diff   |
| --- | ---- | ------ | ----------------------------------------------------------------------- | ---------- | ------ |
| 1   | 3    | s      | Paesi Bassi Sven Kramer Marcel Bosker Patrick Roest                     | 3:37.97 TR |        |
| 2   | 2    | s      | Norvegia Allan Dahl Johansson Hallgeir Engebråten Sverre Lunde Pedersen | 3:38.92    | +0.95  |
| 3   | 2    | c      | Italia Andrea Giovannini Davide Ghiotto Michele Malfatti                | 3:43.41    | +5.44  |
| 4   | 3    | c      | Polonia Szymon Pałka Marcin Bachanek Artur Janicki                      | 3:47.89    | +9.92  |
| 5   | 1    | s      | Bielorussia Evgeniy Bolgov Victor Rudenko Yahor Damaratski              | 3:50.21    | +12.24 |